# Benington (Lincolnshire)
Benington – wieś w Anglii, w hrabstwie Lincolnshire, w dystrykcie Boston. Leży 49 km na południowy wschód od Lincoln i 167 km na północ od Londynu.